# Försänkning
Försänkning är ett konstgjort sjöfartshinder, avsett att hindra fientliga fartyg från att passera. Försänkningen består till exempel av sprängsten som lagts i en vall tvärs över ett sund till ett djup som hindrar större fartyg från att passera. Försänkningen kan också bestå av sänkta fartyg. Försänkningarna lades för att spärra mindre viktiga farleder eller för att tvinga fientliga fartyg att ta en farled där de kunde bekämpas av försvararens vapen.
Ett äldre namn är sänkverk som förr ofta användes som försvarsmetod framför kustbefästningar eller hamninlopp för att hindra obehöriga skepp. Ett sänkverk kunde exempevis bestå av träkistor fyllda av sten och jord, så kallade brokistor (även sänkkistor, stenkistor). Det var även vanligt att man i anslutning till sänkverk hade pålspärrar.

## Sverige
Försänkningar förekommer utmärkta på svenska sjökort. Ett exempel i Sverige på platser där försänkning ägt rum är sundet Oxdjupet i Stockholms skärgård, vilket dock återöppnats för trafik.